# 286

## Evenimente
- DIOCLEȚIAN  ÎMAPARTE IMPERIULUI ROMAN  ÎN. 4